# Bertold von Kerckerinck zu Stapel
Bertold Theodor von Kerckerinck zu Stapel (* 8. Januar 1640; † 14. April 1709) war markgräflicher Hofmeister und Kammerjunker sowie Domdekan.

## Leben

### Herkunft und Familie
Bertold Theodor von Kerckerinck zu Stapel wuchs zusammen mit seinen Brüdern Johann (1627–1700, Domvikar, Kanoniker in St. Mauritz in Münster), Matthias (1628–1684, Amtsdroste in Bruchsal), Heinrich Hermann (1632–1684, Kanoniker in Fritzlar) und Wilhelm Lambert (1645–1676, Kanoniker in Aschaffenburg und Rittmeister) als Sohn des Bernhard zu Giesking (* 1596) und seiner Gemahlin Richmod von Buck zu Sentmaring (* 1626) in der westfälischen Patrizierfamilie von Kerckerinck auf.

### Werdegang und Wirken
Bertold Theodor studierte in den Jahren 1655 bis 1661 am Collegium Germanicum in Rom und wurde Kanoniker in Osnabrück. Er wechselte in den Diplomatendienst und war Hofmeister und Kammerjunker am markgräflichen Hof Baden. Die gleichen Funktionen hatte er auch in der Grafschaft Rietberg inne. Bis zum Jahre 1680 war Bertold Theodor Hofkavalier beim Landgrafen Hessen-Rheinfels. Es zog ihn zurück in seine priesterliche Berufung. Er wurde am 1. April 1694 Domdekan in Osnabrück.